# Куз'єв Василь Антонович
Василь Антонович Куз'єв (нар. 6 січня 1931, місто Миколаїв, тепер Миколаївської області) — український діяч, доцент кафедри українознавства Миколаївського державного педагогічного інституту Миколаївської області. Народний депутат України 2-го скликання (у 1996—1998 роках). Кандидат історичних наук.

## Біографія
Після закінчення Миколаївської школи мореплавного навчання працював на суднах Північного державного пароплавства.
У 1951—1955 роках — служба в Радянській армії.
У 1957 році закінчив Одеський культпросвітний технікум. У 1962 році закінчив історичний факультет Одеського державного університету імені Мечникова, вчитель історії.
Член КПРС.
Працював  учителем, директором середньої школи, був на господарській і партійній роботі.
У 1978—1987 роках — викладач Миколаївського кораблебудівного інституту.
З 1987 року — доцент (з 1991 року — кафедри українознавства) Миколаївського державного педагогічного інституту.
Член Комуністичної партії України.
Народний депутат України 2-го демократичного скликання з .04.1996 (2-й тур) до .04.1998, Центральний виборчий округ № 287, Миколаївська область. Член Комітету з питань науки і народної освіти. Член депутатської фракції коміністів.